# Catabase (liturgie)
Pour les articles homonymes, voir Catabase.

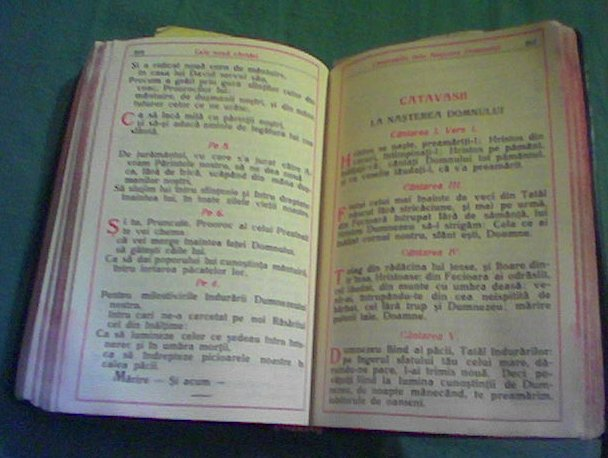
Un Horologion orthodoxe roumain ouvert sur la catabase de la Nativité.

Une catabase (du grec ancien κατάϐασις, katábasis, « descente, action de descendre ») est, dans les Églises d'Orient – Églises orthodoxes et Églises catholiques de rite byzantin – un irmos chanté à la fin de chaque ode du canon.
La catabase est chantée par le chœur qui, se levant de son siège (kathisma), descend de part et d'autre de l'autel, d'où son nom. Une catabase est chantée lors de l'orthos et durant certaines autres célébrations telles que l'Apodeipnon, l'Onction ou les funérailles.
À l'orthos, les jours ordinaires, seules les odes III, VI, VIII et IX comportent des catabases. Pour les grandes fêtes, toutes les odes se concluent par des catabases.

## Services ordinaires
Les jours ordinaires (c'est-à-dire tous les jours sauf le dimanche et les jours de fête) l'irmos commençant le canon est répété à la fin de celui-ci comme catabase. Lorsqu'on chante plusieurs canons (comme c'est le cas lors de l'orthos), on prononce seulement l'irmos du premier canon, les irmos suivants sont omis. L'irmos du canon final est chanté à la fin des odes III, VI, VIII et IX en tant que catabases.

## Service des fêtes
Le dimanche et les jours de fête, des catabases festives sont dites à la fin de chaque ode. Ce ne sont pas nécessairement les irmos du canon. Les catabases utilisées dépendent de la saison liturgique.
La table qui suit indique les dimanches et jours de fête où l'on chante une catabase (les jours ordinaires, on chante l'irmos du dernier canon chanté).
| Du                                                         | Au                                                      | Catabase                      |
| ---------------------------------------------------------- | ------------------------------------------------------- | ----------------------------- |
| 1er janvier                                                | 14 janvier                                              | Théophanie                    |
| 15 janvier                                                 | Apodose de la Présentation du Seigneur                  | Présentation du Seigneur      |
| Lendemain de la Présentation du Seigneur                   | Samedi veille du Dimanche des laitages (J-50)           | Théotokos                     |
| Dimanche des laitages (J-49)                               | Samedi radieux (J+7)                                    | Selon le rituel               |
| Lundi de Pâques (J+1)                                      | Apodose de Pâques, Dimanche de Thomas, Quasimodo, (J+8) | Pâques                        |
| Mi-Pentecôte (4e mercredi de Pâques) (J+24)                | Veille de l'Ascension (J+38)                            | Mi-Pentecôte                  |
| Ascension (J+39)                                           | Apodose de l'Ascension (J+48)                           | Ascension                     |
| Dimanche de l'Aveugle-né (6e dimanche après Pâques) (J+42) | Apodose de l'Ascension (J+48)                           | Ascension                     |
| Dimanche de l'Ascension (J+41)                             |                                                         | Pentecôte                     |
| Lundi de l'Ascension (J+42)                                | Samedi veille de Pentecôte (J+48)                       | Pentecôte                     |
| Dimanche de Toussaint                                      | 31 juillet                                              | Theotokos                     |
| 1er août                                                   | 6 août                                                  | Exaltation de la Sainte-Croix |
| 7 août                                                     | 12 août                                                 | Transfiguration               |
| 13 août                                                    |                                                         | Exaltation de la Sainte-Croix |
| 14 août                                                    | 23 août                                                 | Dormition de la Vierge        |
| 24 août                                                    | 21 septembre                                            | Exaltation de la Sainte-Croix |
| 22 septembre                                               | 20 novembre                                             | Theotokos                     |
| 21 novembre                                                | 31 décembre                                             | Nativité de Jésus             |